# إدوارد جيمس (شاعر)
إدوارد فرانك ويليس جيمس، (بالانجليزية: Edward Frank Willis James) (16 أغسطس عام 1907 - 2 ديسمبر عام 1984)، شاعر بريطاني معروف بدعمه للحركة الفنية السريالية.

## السريالية
عُرف جيمس بدعمه وشغفه بحركة الفن السريالي، وهي حركة تطورت عن الدادية وعدم اليقين السياسي والاضطرابات في الحرب العالمية الأولى والسنوات اللاحقة. بخليط من عدم احترام الدادية للقيم السياسية والدينية والبرجوازية التقليدية للحضارة الغربية التي اعتقدوا أنها قادت العالم (وأنفسهم كمحاربين قدامى في الحرب) إلى الحرب العالمية الأولى، استكشف السرياليون الإمكانيات التي وضعها سيغموند فرويد فيما يتعلق بالعقل الباطن وفكرة الفكر الخالص النقي وغير الخاضع للرقابة السياسية أو الدينية أو الأخلاقية أو مبادئ العقل.
قام جيمس برعاية سلفادور دالي طوال عام 1938 وتم تصنيف مجموعته من اللوحات والمواد الفنية لاحقًا كواحدة من أفضل مجموعات الأعمال السريالية بين أيدي القطاع الخاص. قدم جيمس أيضًا المساعدة العملية والدعم لدالي لمدة عامين تقريبًا. تعاون الاثنان على مادة فنية: أريكة ماي وست وهاتف سرطان البحر، التي قام جيمس بوضعها في منزله الخاص بالقرب من ويست دين هاوس.
ظهر جيمس في لوحتين سرياليتين لرينيه ماغريت:
- لا للاستنساخ
- مبدأ المتعة (صورة إدوارد جيمس)[9]

سعى سلفادور دالي للقاء جيمس بالرسام السريالي البلجيكي رينيه ماغريت (1889-1967). استضاف جيمس لاحقًا ماغريت لمدة ثلاثة أسابيع في منزله في 35 شارع ويمبول، لندن في فبراير ومارس من عام 1937، حيث رسم ماغريت عددًا اللوحات باستخدام ألوان جواش وأخرى زيتية، بعضها كان جديدًا والبعض الآخر كان نسخًا من أعماله السابقة. تمثلت الشروط المتفق عليها بدفع 250 جنيهًا إسترلينيًا لماغريت لرسم نسخ أو أشكال مختلفة من ثلاث لوحات اختارها جيمس من صور فوتوغرافية هي: على عتبة الحرية (1929) والنموذج الأحمر (1935) والشباب المصوَّر (1936)، بالإضافة إلى دفع نفقات سفره الخاصة، بينما كان على جيمس توفير مساحة استوديو فوق مرآبه إلى جانب إمدادات المواد الفنية والقماش. كان جيمس ينوي تركيب اللوحات خلف مرايا بلا ظهر حتى يمكن ملاحظتها فقط في الضوء الساطع. رُسمت النسخة الجديدة من لوحة النموذج الأحمر المرسومة بناءً على طلب جيمس على قماش كبير (72 × 52.5) بجودة أعلى من النسخة الأصلية وأعطيت لمسة بريطانية مع إضافة عدد قليل من العملات الإنجليزية المنتشرة في التراب. توجد اللوحة الآن في متحف بويجمانز فان بيونينغن، روتردام جنبًا إلى جنب مع نسخة عام 1937 من لوحة الشباب المصوَّر (79x60). واصل ماغريت رسم سبعة إصدارات على الأقل من لوحة النموذج الأحمر. قام ماغريت أيضًا بتوسيع وإعادة تنسيق نسخة عام 1937 من لوحة على عتبة الحرية (94x73) الموجودة الآن في معهد الفن في شيكاغو، من الأفقي إلى العمودي لتناسب موقع التثبيت المقصود لجيمس. في رسالة إلى لويس سكوتنير وإرين هاموار (18 فبراير عام 1937)، كتب ماغريت «لندن هي الوحي. بالطبع، لقد بدأت للتو باكتشاف ذلك، لكن حتى الآن، كل شيء على ما يرام (بالطبع لا أستطيح أن أتحدث الإنجليزية، لكن «هناك شيء ما»). ذهبنا في مساء الأمس لزيارة النحات الساحر هنري مور، وأعماله التي توصف بأنها مزيج من جان آرب وبيكاسو».
في يونيو من ذلك العام، رسم ماغريت بعض الصور الشخصية لجيمس بما في ذلك لوحتي لا الاستنساخ ومبدأ المتعة. في الأولى، ينظر جيمس إلى مرآة تظهر في مؤخرة رأسه؛ أما في اللوحة الثانية يظهر رأس جيمس كضوء مشع وغامض. استوحى ماغريت لوحة مبدأ المتعة من صور جيمس التي التقطها مان راي، وفقًا لتعليمات ماغريت الدقيقة. استندت لوحة مبدأ المتعة إلى رسمة بالحبر من العام السابق بعنوان صورة فاشلة (لبول إيلوار). في لوحة لا للاستنساخ، الكتاب الموضوع على العباءة هو الطبعة الفرنسية من رواية آرثر جوردون بيم من نانتوكيت لإدغار آلان بو. تضمنت مجموعته الفنية أعمال هيرونيموس بوس وجورجيو دي شيريكو وبول كلي وليونورا كارينجتون وبافيل تشيليتشيو وبابلو بيكاسو وألبرتو جياكوميتي وماكس إرنست وبول ديلفو. تم بيع معظمها في مزاد علني حظي بتغطية إعلامية جيدة في كريستيز بعد عامين من وفاته.
يتجلى اهتمامه الفكري بالسريالية من خلال رعايته لمجلة مينوتور، وهي مجلة سريالية فخمة في باريس. كان تجديده لمونكتون هاوس في جزء من ويست دين هاوس حلمًا سرياليًا. تم ذلك بالتعاون مع مصممة الديكور البريطانية الرائدة سيري موغام، التي لديها بعض الأعمال السريالية الأكثر شهرة، بما في ذلك أريكة ماي ويست ليبس التي أعطى لها دالي شكل ولون شفاه الممثلة وهاتف سرطان البحر باللون الأبيض. (تم الحفاظ على التقليد السريالي في مونكتون هاوس عندما قام المصمم الداخلي ديريك فروست بعمل مكثف لتصميم المزيد من قطع الأثاث المخصصة في أواخر الثمانينيات). تبرع جيمس بهاتين المادتين الفنيتين (من بين أخرى) لمتحف ومعرض برايتون للفنون. تم تحقيق الإبداع السريالي الأكبر لجيمس في منحوتة الغابة المكسيكية المطيرة، وهي حديقة منحوتات سريالية «لاس بوزاس».